# Richard Temple-Nugent-Brydges-Chandos-Grenville, I duca di Buckingham e Chandos
Richard Temple-Nugent-Brydges-Chandos-Grenville, I duca di Buckingham e Chandos (Londra, 20 marzo 1776 – Stowe, 17 gennaio 1839), è stato un politico britannico.

## Biografia

### I primi anni
Richard Temple-Nugent-Grenville, era il figlio primogenito di George Nugent-Temple-Grenville, I marchese di Buckingham e nipote di George Grenville, primo ministro di Gran Bretagna. Sua madre era lady Mary Nugent, figlia di Robert Nugent, I conte Nugent. Thomas Grenville e Lord Grenville furono suoi zii.
Studiò al Brasenose College, Oxford, dove si diplomò nel 1791.

### La carriera politica
A 21 anni venne eletto in parlamento per la costituente del Buckinghamshire, nel 1797. Nel 1806 divenne consigliere privato del sovrano inglese e venne nominato vicepresidente della Board of Trade nonché Paymaster of the Forces durante il Ministry of All the Talents capeggiato da suo zio, Lord Grenville. Mantenne questi incarichi sino alla caduta dell'amministrazione Granville nel 1807. Lasciò la Camera dei Comuni nel 113 alla morte di suo padre, quando venne chiamato a succedergli nel suo marchesato. Nel 1820 venne nominato cavaliere dell'Ordine della Giarrettiera. Nel 1822 ottenne il titolo di conte Temple di Stowe, oltre a quello dapprima di marchese di Chandos e poi di duca di Buckinhgham e Chandos. Tornò al governo da ministro nel luglio del 1830 quando venne creato Lord Steward of the Household, ma mantenne l'incarico per breve tempo. Dal 1813 al 1839, fu inoltre Lord luogotenente del Buckinghamshire.
Lord Buckingham fu inoltre un ricco proprietario terriero con una piantagione in Giamaica di e 42,42 km2 di terra in Gran Bretagna, incluse trentotto proprietà diverse nell'Old Nichol. Malgrado la sua carriera ed il suo impegno, non riuscì mai a legare col pubblico che gli affibbiò soprannomi come "il nipote grasso di lord Grenville", Ph D (Phat Duke, il "duca grasso") e il "gros Marquis" ("grosso marchese"), che attestano anche la sua stazza.
Morì nel 1839, a 62 anni di età, e venne succeduto da suo figlio Richard.

## Matrimonio e figli
Nell'aprile del 1796, all'età di 20 anni, sposò lady Anne Brydges, figlia ed unica erede di James Brydges, III duca di Chandos. Per licenza reale, il 15 novembre 1799 ottenne di assumere anche il cognome della moglie ai propri, divenendo così Temple-Nugent-Brydges-Chandos-Grenville. La moglie morì nel 1836.

## Ascendenza
|                                                                                 |                |                                     | Genitori                               |  |  | Nonni |  |  | Bisnonni              |  |  | Trisnonni         |  |
|                                                                                 |                |                                     |                                        |  |  |       |  |  | sir Richard Grenville |  |  | Richard Grenville |  |
|                                                                                 |                |                                     |                                        |  |  |       |  |  | sir Richard Grenville |  |  | Richard Grenville |  |
|                                                                                 |                | Eleanor Temple                      |                                        |  |  |       |  |  | sir Richard Grenville |  |  |                   |  |
| lord George Grenville                                                           |                |                                     |                                        |  |  |       |  |  | sir Richard Grenville |  |  |                   |  |
|                                                                                 |                | Hester Grenville, I contessa Temple | sir Richard Temple, III baronetto      |  |  |       |  |  |                       |  |  |                   |  |
|                                                                                 |                | Hester Grenville, I contessa Temple | sir Richard Temple, III baronetto      |  |  |       |  |  |                       |  |  |                   |  |
|                                                                                 |                | Hester Grenville, I contessa Temple | Mary Knapp                             |  |  |       |  |  |                       |  |  |                   |  |
| George Nugent-Temple-Grenville, I marchese di Buckingham                        |                | Hester Grenville, I contessa Temple |                                        |  |  |       |  |  |                       |  |  |                   |  |
|                                                                                 |                | sir William Wyndham, III baronetto  | sir Edward Wyndham, II baronetto       |  |  |       |  |  |                       |  |  |                   |  |
|                                                                                 |                | sir William Wyndham, III baronetto  | sir Edward Wyndham, II baronetto       |  |  |       |  |  |                       |  |  |                   |  |
|                                                                                 |                | sir William Wyndham, III baronetto  | Catharine Leveson-Gower                |  |  |       |  |  |                       |  |  |                   |  |
| Elizabeth Wyndham                                                               |                | sir William Wyndham, III baronetto  |                                        |  |  |       |  |  |                       |  |  |                   |  |
|                                                                                 |                | lady Catherine Seymour              | Charles Seymour, VI duca di Somerset   |  |  |       |  |  |                       |  |  |                   |  |
|                                                                                 |                | lady Catherine Seymour              | Charles Seymour, VI duca di Somerset   |  |  |       |  |  |                       |  |  |                   |  |
|                                                                                 |                | lady Catherine Seymour              | Elizabeth Percy, VI baronessa Percy    |  |  |       |  |  |                       |  |  |                   |  |
| Richard Temple-Nugent-Brydges-Chandos-Grenville, I duca di Buckingham e Chandos |                | lady Catherine Seymour              |                                        |  |  |       |  |  |                       |  |  |                   |  |
|                                                                                 | Michael Nugent | Edmond Nugent                       |                                        |  |  |       |  |  |                       |  |  |                   |  |
|                                                                                 | Michael Nugent | Edmond Nugent                       |                                        |  |  |       |  |  |                       |  |  |                   |  |
|                                                                                 | Michael Nugent | Clara Cusack                        |                                        |  |  |       |  |  |                       |  |  |                   |  |
| Robert Nugent, I conte Nugent                                                   | Michael Nugent |                                     |                                        |  |  |       |  |  |                       |  |  |                   |  |
|                                                                                 |                | Mary Barnewall                      | Robert Barnewall, IX barone Trimleston |  |  |       |  |  |                       |  |  |                   |  |
|                                                                                 |                | Mary Barnewall                      | Robert Barnewall, IX barone Trimleston |  |  |       |  |  |                       |  |  |                   |  |
|                                                                                 |                | Mary Barnewall                      | Margaret Dungan                        |  |  |       |  |  |                       |  |  |                   |  |
| lady Mary Elizabeth Nugent                                                      |                | Mary Barnewall                      |                                        |  |  |       |  |  |                       |  |  |                   |  |
|                                                                                 |                | Henry Drax                          | Thomas Shatterden Drax                 |  |  |       |  |  |                       |  |  |                   |  |
|                                                                                 |                | Henry Drax                          | Thomas Shatterden Drax                 |  |  |       |  |  |                       |  |  |                   |  |
|                                                                                 |                | Henry Drax                          | Elizabeth Ernle                        |  |  |       |  |  |                       |  |  |                   |  |
| Elizabeth Drax                                                                  |                | Henry Drax                          |                                        |  |  |       |  |  |                       |  |  |                   |  |
|                                                                                 |                | Elizabeth Ernle                     | sir Edward Ernle, III baronetto        |  |  |       |  |  |                       |  |  |                   |  |
|                                                                                 |                | Elizabeth Ernle                     | sir Edward Ernle, III baronetto        |  |  |       |  |  |                       |  |  |                   |  |
|                                                                                 |                | Elizabeth Ernle                     | Frances Erle                           |  |  |       |  |  |                       |  |  |                   |  |
|                                                                                 |                | Elizabeth Ernle                     |                                        |  |  |       |  |  |                       |  |  |                   |  |